# لوغ

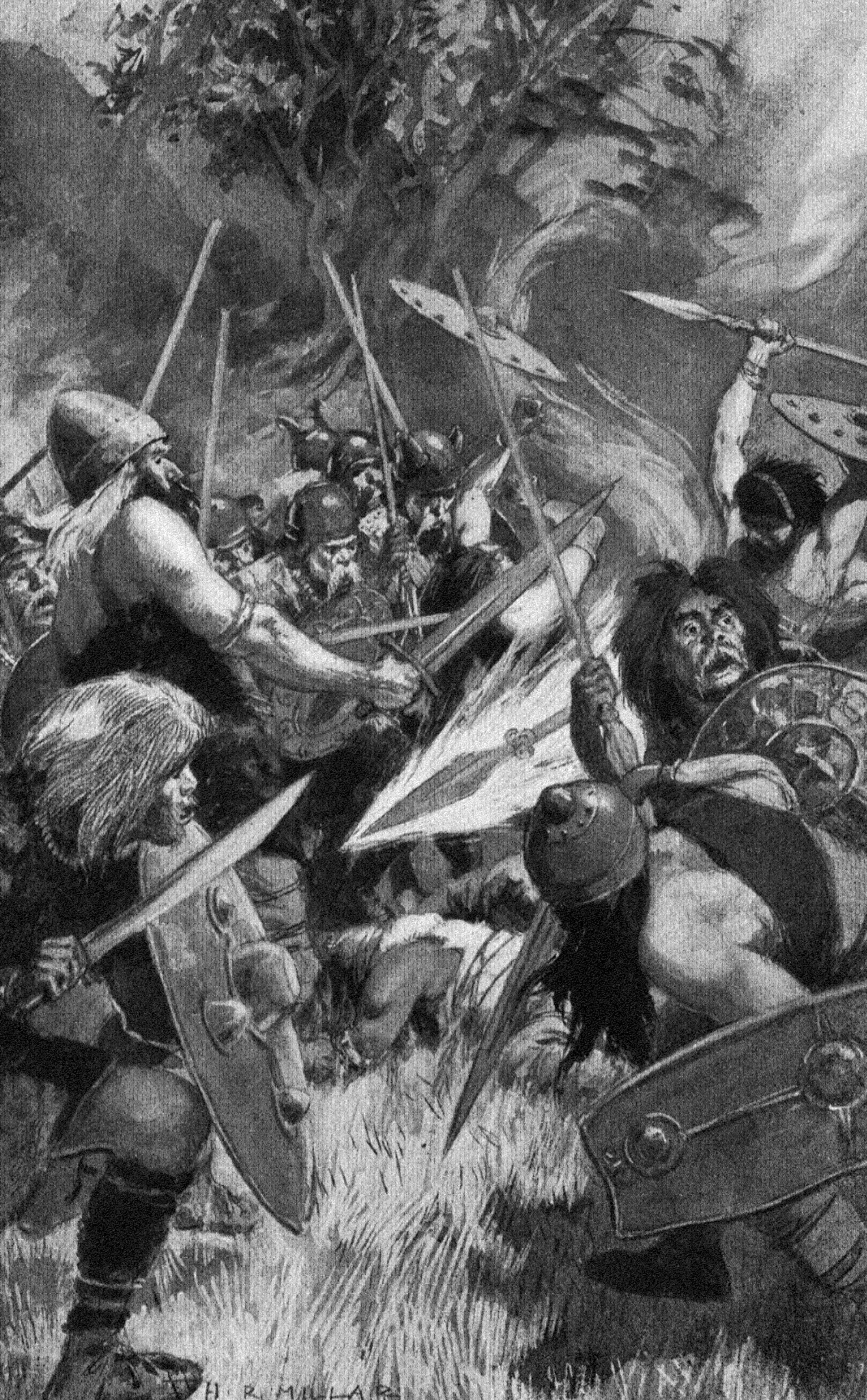
نگاره ای از نیزهٔ تشنه به خون جادویی لوغ توسط H. R. Millar

لوغ یا لوخ (تلفظ ایرلندی: [luɣ]; ایرلندی نو: Lú تلفظ ایرلندی: [lu:]) یکی از خدایان برجسته در افسانه‌های ایرلندی است. او از دودمان خدایان می‌آید و به گونهٔ یک جوان قهرمان جنگجو، پادشاه و نجات دهنده ترسیم شده‌است. او با صفاتی چون چیره‌دستی، مهارت و هنر همراه است و همچنین با سوگند، راستی و قانون پیوند دارد. او گاهی خدای خورشید، خدای توفان یا خدای آسمان تعبیر می‌شود. جشن برداشت لوغنسذ رای بزرگداشت او برپا می‌شده‌است.
لوغ دارای اشیایی با قدرت جادویی است. او نیزه ای آتشین دارد که نمی‌توان آن را متوقف کرد، یک فلاخن، یک شمشیر به نام فرگرخ (پاسخگو) و یکی قایق خودران به نام اسکوابتویین (موج روب) و یک اسب به نام اینبار و یک سگ شکاری به نام فیلینیس دارد.

## یادداشت
1. ↑  Olmsted, Garrett. The Gods of the Celts and the Indo-Europeans. University of Innsbruck, 1994. p.117
2. ↑  Monaghan, Patricia. The Encyclopedia of Celtic Mythology and Folklore. Infobase Publishing, 2004. pp.296-297
3. ↑  Ward, Alan (2011). The Myths of the Gods: Structures in Irish Mythology. p.13